# Équipe de Belgique espoirs de football
 (août 2024).
Si vous disposez d'ouvrages ou d'articles de référence ou si vous connaissez des sites web de qualité traitant du thème abordé ici, merci de compléter l'article en donnant les références utiles à sa vérifiabilité et en les liant à la section « Notes et références ».
Maillots
L'équipe de Belgique espoirs de football, abrégée en U21, est constituée par une sélection des meilleurs joueurs belges de 21 ans ou moins sous l'égide de la Royal Belgian Football Association (RBFA).
L'âge limite pour jouer en espoirs est de 21 ans à la date du début des phases éliminatoires d'un Championnat d'Europe.

## Histoire

### La genèse d'une équipe nationale (1956-1978)
De 1967 à 1970 est organisée une compétition dénommée Challenge Cup pour les équipes de moins de 23 ans, où le vainqueur remet son titre en jeu à chaque match. De 1970 à 1976, la compétition  est réformée et devient un véritable Championnat d'Europe des moins de 23 ans, organisé par l'UEFA tous les deux ans et opposant ainsi plusieurs équipes. L'équipe nationale belge espoirs est créée en 1956, ne disputant exclusivement que des joutes amicales jusqu'en 1974 où elle participe pour la première fois à cette compétition sans toutefois parvenir à s'extraire d'un groupe qui contenait également la France et l'Allemagne de l'Est.

### Des débuts difficiles (1978-1998)
À partir de 1978, l'UEFA revoit l'âge limite et la compétition est dès lors réservée aux joueurs de moins de 21 ans. Au départ, la compétition se déroule en deux phases : une première phase où tous les participants sont repartis en 8 groupes de 3 à 5 équipes puis des matchs aller-retour jusqu'à la finale. Depuis 1992, la phase finale fait office d'éliminatoires pour les Jeux olympiques pour lesquels les demi-finalistes sont qualifiés. En 1994, la compétition est à nouveau repensée et, depuis, après la première phase qualificative et un match de barrage, une phase finale sous forme de mini-tournoi est organisée dans un pays hôte, à l'image des tournois séniors. Les débuts de l'équipe nationale belge sont très difficiles et pendant de longues années, l'équipe ne parviendra jamais à se hisser parmi les meilleures équipes européennes.
Il convient néanmoins de préciser que jusqu'en 1992, seuls les vainqueurs de groupes se placent pour le tableau final, un ticket qui revient dès lors le plus souvent à la tête de série de la poule. La Belgique, sans faire pâle figure pour autant, n'est jamais parvenue à se qualifier pour les quarts de finales même si elle en est passée très près lors de l'édition 1990 en terminant deuxième derrière la Tchécoslovaquie à égalité de points et distancée par une seule petite unité à la différence de buts. À partir de 1994 et l'établissement d'une véritable phase finale, la méthode de désignation des pays qualifiés à l'issue des éliminatoires varie d'édition en édition jusqu'en 2009 où les vainqueurs et les meilleurs deuxièmes de dix groupes se retrouvent de manière systématique lors de barrages désignant les sept nations qualifiées pour le tournoi final en compagnie du pays hôte. Ce format perdure jusqu'en 2015 lorsque l'UEFA décide d'étendre le nombre de participants d'abord à 12 pour les éditions 2017 et 2019, puis à 16 à partir de 2021. En 1994 et 1998, les jeunes belges terminent troisièmes de leur poule, ce qui ne leur permet pas d'accéder aux barrages et en 1996, ils finissent deuxièmes, derrière une Espagne intouchable, mais seuls les huit vainqueurs de groupes se qualifiaient cette fois directement pour la phase finale.

### Les premiers résultats probants (1998-2006)

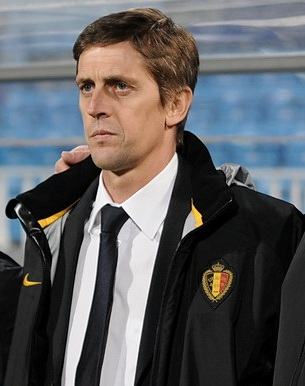
Jean-François De Sart en 2009.

Les premiers faits d'armes de l'équipe coïncident avec l'arrivée de Jean-François De Sart à la tête de l'équipe. Lors des qualifications à l'Euro 2000 espoirs, la Belgique termine première de son groupe en ne s'inclinant qu'une seule fois à domicile contre la Tchéquie (0-2), future finaliste. Cette génération emmenée notamment par Daniel van Buyten mais surtout une attaque de choc composée de Wesley Sonck et Cédric Roussel, deux joueurs qui se retrouveront plus tard avec l'équipe A et qui inscriront lors de la phase qualificative 18 buts à eux deux. La Belgique est éliminée lors des matchs de barrage par les Pays-Bas (2-2, 2-0) et n'atteint pas la phase finale.
Pour la première fois de leur histoire, les espoirs parviennent à se qualifier pour la phase finale du Championnat d'Europe 2002. La Belgique emmenée par Thomas Chatelle, Koen Daerden ou encore Stein Huysegems devance la Croatie lors de la phase qualificative avant d'éliminer la Suède lors des barrages (2-3, 2-0). La compétition organisée en Suisse commence bien pour la Belgique qui s'impose face à la Grèce (2-1) mais elle doit s'incliner face à la Tchéquie (0-1), futur vainqueur, et la France (0-2), futur finaliste.
La Belgique parvient également à terminer deuxième lors des éliminatoires de l'Euro espoirs 2004 qualificatifs pour les Jeux d'Athènes, dans un groupe compliqué avec notamment la Croatie et la Bulgarie, mais échoue à un point d'une place qualificative pour les barrages et n'accède donc pas à la phase finale.
Lors de l'édition 2006, la Belgique parvient à créer la surprise en terminant première de son groupe pourtant très difficile avec l'Espagne et la Serbie. L'équipe est alors composée de joueur de premier plan comme Maarten Martens, Faris Haroun ou Kevin Vandenbergh. Pour se qualifier pour la phase finale, la Belgique doit encore gagner son match de barrage face à l'Ukraine. Le match aller, en Ukraine, est remporté par les Diablotins (2-3) grâce à un superbe triplé de Kevin Vandenbergh alors au meilleur de sa forme. Le match retour, en Belgique, s'annonce donc très bien surtout qu'au repos la Belgique mène (1-0) mais c'est sans compter sur le jusqu'au boutisme des Ukrainiens, futurs vice-champions d'Europe, qui parviennent à inscrire 3 buts lors de la seconde période, dont un dans les arrêts de jeu, et s'imposent (5-4) sur l'ensemble des deux rencontres.

### L'émergence d'une nouvelle génération (2007-2009)

L'UEFA décide alors d'organiser le championnat d'Europe les années impaires pour éviter la concurrence des compétitions séniors. Dès lors, à l'occasion de l'édition 2007, la Belgique parvient à se qualifier pour la phase finale de la compétition organisée aux Pays-Bas. Les espoirs doivent pour cela éliminer en barrages la Bulgarie, ce qu'ils parviennent à réaliser grâce à une belle victoire (4-1) malgré avoir été tenus en échec au match aller (1-1). Dans ce championnat, tout commence bien pour les Diablotins puisqu'ils se qualifient pour les demi-finales grâce à 2 partages, contre le Portugal (0-0) et les Pays-Bas (2-2), et une victoire, face à Israël (1-0). C'est la première fois de leur histoire que les jeunes Belges atteignent ce niveau de la compétition mais ils doivent s'incliner face à la Serbie (0-2) et manquent donc la finale.
Cette performance qualifie les espoirs pour les Jeux olympiques de 2008 en Chine. Sortis deuxièmes du groupe du Brésil, de la Nouvelle-Zélande et de la Chine, avec une défense composée notamment de Vincent Kompany, Thomas Vermaelen et Jan Vertonghen, et un milieu de terrain où Marouane Fellaini et Mousa Dembélé impressionnent, ils réalisent un exploit en quart de finale face à l'Italie. Réduits à 10 et menés en début de match (1-0), les Diablotins l'emportent  (3-2) grâce notamment à deux buts de Dembélé. Les espoirs belges échouent finalement en demi-finale face au Nigeria (1-4) et terminent quatrièmes du tournoi après avoir été battus par le Brésil (0-3) pour le gain de la médaille de bronze.

### La difficulté à confirmer (2009-2017)
Malgré le beau parcours réalisé à Pékin, l'équipe belge peine à confirmer, la plupart des joueurs du noyau de 2007-2008, ayant dépassé la limite d'âge, sont à présent régulièrement appelés en équipe A et le renouvellement des cadres s'avère difficile. Si le talent ne fait pas défaut, l'encadrement peine à trouver l'alchimie et l'équilibre qui ont fait le succès de l'équipe demi-finaliste de l'Euro 2007 et des Jeux olympiques chinois d'autant plus que plusieurs joueurs, tel Romelu Lukaku, Axel Witsel ou Kevin De Bruyne entre autres, n'effectuent qu'un passage éclair chez les jeunes car ils sont déjà en mesure d'être mis en concurrence avec des Diables Rouges bien établis.
L'équipe belge espoirs n'arrive pas à se qualifier pour l'Euro U21 lors des cinq éditions disputées entre 2009 et 2017 et ne participe donc pas aux Jeux de 2012 et 2016, même si elle n'est pas passée loin d'une participation aux deux phases finales qualificatives pour ceux-ci.
Sur la route des Jeux de Londres, à l'occasion des éliminatoires de l'édition 2011, les Belges terminent deuxièmes à un point de l'Ukraine ainsi que d'une place de barragistes et échouent en 2015, à l'Euro préludant aux Jeux de Rio, à la 3e place d'une poule qualificative très difficile avec entre autres l'Italie et la Serbie, départagés des Serbes uniquement aux confrontations directes, terminant avec le même nombre de points et la même différence de buts, et devant dès lors abandonner les barrages à ceux-ci.

### Une lueur d'espoir (2017-2023)
Après dix ans d'absence, les jeunes pousses belges se qualifient assez aisément pour la phase finale du Championnat d'Europe espoirs en 2019, qualificatif pour les Jeux de Tokyo, en alignant huit victoires et deux partages, sans la moindre défaite. Par contre, les espoirs passent complètement à côté de leur sujet lors du tournoi final, dans un groupe toutefois difficile en compagnie de l'Espagne, de l'Italie et de la Pologne qui surprend, n'arrivant pas à décrocher le moindre point et finissant derniers de leur poule. Dans son ensemble, la campagne a tout de même laissé entrevoir des qualités au sein de l'effectif et la possibilité de résultats probants dans un futur proche même si l'entraîneur Johan Walem se voit, une fois encore, obligé de renouveler une bonne partie de l'effectif.
En janvier 2020, Walem surprend tout le monde en démissionnant pour prendre les rênes de la sélection de Chypre. Il est remplacé par Jacky Mathijssen qui s'inscrit dans la continuité et aligne deux belles victoires, dont une impressionnante face à l'Allemagne (4-1). La Belgique s'empare de la tête du groupe, ce qui semblent sceller la qualification pour le Championnat d'Europe 2021 avant que les espoirs ne signent deux contre-performances en Moldavie (défaite, 1-0) et en Bosnie-Herzégovine (défaite, 3-2 après avoir pourtant ouvert le score) qui met fin à toute éventualité, les jeunes Belges échouant à un point d'une place qualificative.
La qualification pour le Championnat d'Europe 2023 est une promenade de santé pour les jeunes Belges, avec six victoires et un partage, et ils sont la première nation à se qualifier pour le tournoi final alors qu'il leur reste encore une rencontre à disputer. Matthijsen sélectionne un tout nouveau groupe pour tenter de se placer pour l'Euro 2023 en Roumanie et en Géorgie, qualificatif pour les Jeux de Paris. Le 29 mars 2022, les espoirs sont assurés de terminer premiers de leur groupe éliminatoire à la suite de leur partage face au Danemark (1-1) et se qualifient ainsi brillamment, terminant en tête de leur poule avec 3 points d'avance sur les Danois avec une différence positive de 12 buts, soit le double des Danish Dynamites. Loïs Openda en profite pour ravir le titre de Diablotin le plus prolifique de tous les temps à Kevin Vandenbergh et les jeunes belges participent ainsi à leur deuxième phase finale en quatre ans, un exploit lorsqu'on considère qu'avant cela ils n'avaient participé qu'à deux tournois sur toute leur existence.
Ce sont des Diablotins ambitieux qui prennent part à la phase finale car Mathijssen peut s'appuyer sur un noyau solide : Zeno Debast, Charles De Ketelaere et Loïs Openda, tous présents au Mondial au Qatar avec les Diables Rouges, sont en effet rendus disponibles pour les espoirs. Néanmoins, les Belges sont éliminés dès le premier tour après deux partages, contre les Pays-Bas (0-0), l'un des favoris à la victoire finale, face au pays hôte, la Georgie (2-2), après avoir toutefois mené (2-0), ainsi qu'une défaite contre le Portugal (1-2), encourue dans les tout derniers instants sur un penalty léger. Mathijssen est démis de ses fonctions fin juillet 2023 après une « évaluation interne » au sein de la fédération, très probablement largement influencée par les résultats décevant à l'Euro.

### Un nouveau départ (depuis 2023)
Gill Swerts est désigné comme nouveau sélectionneur, le 28 août 2023, avec pour tâche de qualifier les espoirs pour le prochain championnat d'Europe en Slovaquie. Il dévoile quelques jours plus tard sa première sélection qui contient de nombreux nouveaux noms, la majeure partie du noyau de Mathijssen ayant désormais atteint la limite d'âge pour ce nouvel opus.

## Résultats de l'équipe de Belgique espoirs

### Palmarès
- Championnat d'Europe espoirs :
  - Demi-finaliste en 2007 (4e)

- Jeux olympiques :
  - Demi-finaliste en 2008 (4e)

### Parcours dans les compétitions internationales

#### Jeux olympiques
Depuis les Jeux olympiques d'été de 1992, le tournoi est joué par des joueurs de moins de 23 ans, la Belgique espoirs a participé aux Jeux olympiques une seule fois en 2008.
| Phase finale | Phase finale  | Phase finale  | Phase finale  | Phase finale  | Phase finale  | Phase finale  | Phase finale  | Phase finale  |               | Phase qualificative | Phase qualificative | Phase qualificative | Phase qualificative | Phase qualificative | Phase qualificative | Phase qualificative |
| Édition      | Stade         | Position      | J             | G             | N             | P             | BP            | BC            | Pos           | J                   | G                   | N                   | P                   | BP                  | BC                  |                     |
| ------------ | ------------- | ------------- | ------------- | ------------- | ------------- | ------------- | ------------- | ------------- | ------------- | ------------------- | ------------------- | ------------------- | ------------------- | ------------------- | ------------------- | ------------------- |
| 1992         | Non qualifiée | Non qualifiée | Non qualifiée | Non qualifiée | Non qualifiée | Non qualifiée | Non qualifiée | Non qualifiée | 2/3           | 4                   | 2                   | 0                   | 2                   | 5                   | 6                   |                     |
| 1992         | Non qualifiée | Non qualifiée | Non qualifiée | Non qualifiée | Non qualifiée | Non qualifiée | Non qualifiée | Non qualifiée | Non qualifiée |                     |                     |                     |                     |                     |                     |                     |
| 1996         | Non qualifiée | Non qualifiée | Non qualifiée | Non qualifiée | Non qualifiée | Non qualifiée | Non qualifiée | Non qualifiée | 2/6           | 10                  | 5                   | 4                   | 1                   | 26                  | 10                  |                     |
| 1996         | Non qualifiée | Non qualifiée | Non qualifiée | Non qualifiée | Non qualifiée | Non qualifiée | Non qualifiée | Non qualifiée | Non qualifiée |                     |                     |                     |                     |                     |                     |                     |
| 2000         | Non qualifiée | Non qualifiée | Non qualifiée | Non qualifiée | Non qualifiée | Non qualifiée | Non qualifiée | Non qualifiée | 1/6           | 12                  | 8                   | 2                   | 2                   | 33                  | 13                  |                     |
| 2000         | Non qualifiée | Non qualifiée | Non qualifiée | Non qualifiée | Non qualifiée | Non qualifiée | Non qualifiée | Non qualifiée | Non qualifiée |                     |                     |                     |                     |                     |                     |                     |
| 2004         | Non qualifiée | Non qualifiée | Non qualifiée | Non qualifiée | Non qualifiée | Non qualifiée | Non qualifiée | Non qualifiée | 2/4           | 6                   | 3                   | 1                   | 2                   | 10                  | 8                   |                     |
| 2004         | Non qualifiée | Non qualifiée | Non qualifiée | Non qualifiée | Non qualifiée | Non qualifiée | Non qualifiée | Non qualifiée | Non qualifiée |                     |                     |                     |                     |                     |                     |                     |
| 2008         | Demi-finale   | 4e            | 6             | 3             | 0             | 3             | 7             | 10            | 1/3           | 4                   | 3                   | 1                   | 0                   | 8                   | 3                   |                     |
| 2008         | Demi-finale   | 4e            | 6             | 3             | 0             | 3             | 7             | 10            | 2/4           | 4                   | 1                   | 2                   | 1                   | 3                   | 4                   |                     |
| 2012         | Non qualifiée | Non qualifiée | Non qualifiée | Non qualifiée | Non qualifiée | Non qualifiée | Non qualifiée | Non qualifiée | 2/5           | 8                   | 4                   | 3                   | 1                   | 8                   | 5                   |                     |
| 2012         | Non qualifiée | Non qualifiée | Non qualifiée | Non qualifiée | Non qualifiée | Non qualifiée | Non qualifiée | Non qualifiée | Non qualifiée |                     |                     |                     |                     |                     |                     |                     |
| 2016         | Non qualifiée | Non qualifiée | Non qualifiée | Non qualifiée | Non qualifiée | Non qualifiée | Non qualifiée | Non qualifiée | 3/5           | 8                   | 5                   | 1                   | 2                   | 15                  | 7                   |                     |
| 2016         | Non qualifiée | Non qualifiée | Non qualifiée | Non qualifiée | Non qualifiée | Non qualifiée | Non qualifiée | Non qualifiée | Non qualifiée |                     |                     |                     |                     |                     |                     |                     |
| 2021         | Non qualifiée | Non qualifiée | Non qualifiée | Non qualifiée | Non qualifiée | Non qualifiée | Non qualifiée | Non qualifiée | 1/6           | 10                  | 8                   | 2                   | 0                   | 23                  | 5                   |                     |
| 2021         | Non qualifiée | Non qualifiée | Non qualifiée | Non qualifiée | Non qualifiée | Non qualifiée | Non qualifiée | Non qualifiée | 4/4           | 3                   | 0                   | 0                   | 3                   | 4                   | 8                   |                     |
| 2024         | Non qualifiée | Non qualifiée | Non qualifiée | Non qualifiée | Non qualifiée | Non qualifiée | Non qualifiée | Non qualifiée | 1/5           | 8                   | 6                   | 2                   | 0                   | 14                  | 2                   |                     |
| 2024         | Non qualifiée | Non qualifiée | Non qualifiée | Non qualifiée | Non qualifiée | Non qualifiée | Non qualifiée | Non qualifiée | 4/4           | 3                   | 0                   | 2                   | 1                   | 3                   | 4                   |                     |
| 2028         |               |               |               |               |               |               |               |               |               |                     |                     |                     |                     |                     |                     |                     |
| 2032         |               |               |               |               |               |               |               |               |               |                     |                     |                     |                     |                     |                     |                     |
| Total        | 1/8           |               | 6             | 3             | 0             | 3             | 7             | 10            |               | 80                  | 45                  | 20                  | 15                  | 152                 | 75                  |                     |

#### Championnat d'Europe
L'équipe belge espoirs a participé à quatre reprises à la phase finale du Championnat d'Europe espoirs et par deux fois a été éliminée au stade des barrages (2000 et 2006). Sa meilleure performance dans la compétition est une demi-finale disputée en 2007, ce qui lui a permis de se qualifier pour les Jeux olympiques de Pékin.

##### Moins de 23 ans (1972-1976)
| Phase finale | Phase finale  | Phase finale  | Phase finale  | Phase finale  | Phase finale  | Phase finale  | Phase finale  | Phase finale  |                  | Phase qualificative | Phase qualificative | Phase qualificative | Phase qualificative | Phase qualificative | Phase qualificative | Phase qualificative |
| Édition      | Stade         | Position      | J             | G             | N             | P             | BP            | BC            | Pos              | J                   | G                   | N                   | P                   | BP                  | BC                  |                     |
| ------------ | ------------- | ------------- | ------------- | ------------- | ------------- | ------------- | ------------- | ------------- | ---------------- | ------------------- | ------------------- | ------------------- | ------------------- | ------------------- | ------------------- | ------------------- |
| 1972         | Non qualifiée | Non qualifiée | Non qualifiée | Non qualifiée | Non qualifiée | Non qualifiée | Non qualifiée | Non qualifiée | Non participante | Non participante    | Non participante    | Non participante    | Non participante    | Non participante    | Non participante    |                     |
| 1974         | Non qualifiée | Non qualifiée | Non qualifiée | Non qualifiée | Non qualifiée | Non qualifiée | Non qualifiée | Non qualifiée | Non participante | Non participante    | Non participante    | Non participante    | Non participante    | Non participante    | Non participante    |                     |
| 1976         | Non qualifiée | Non qualifiée | Non qualifiée | Non qualifiée | Non qualifiée | Non qualifiée | Non qualifiée | Non qualifiée | 3/3              | 4                   | 1                   | 1                   | 2                   | 4                   | 5                   |                     |
| Total        | 0/3           |               | 0             | 0             | 0             | 0             | 0             | 0             |                  | 4                   | 1                   | 1                   | 2                   | 4                   | 5                   |                     |

##### Moins de 21 ans (depuis 1978)
| Phase finale | Phase finale     | Phase finale  | Phase finale  | Phase finale  | Phase finale  | Phase finale  | Phase finale  | Phase finale  |     | Phase qualificative | Phase qualificative | Phase qualificative | Phase qualificative | Phase qualificative | Phase qualificative | Phase qualificative |
| Édition      | Stade            | Position      | J             | G             | N             | P             | BP            | BC            | Pos | J                   | G                   | N                   | P                   | BP                  | BC                  |                     |
| ------------ | ---------------- | ------------- | ------------- | ------------- | ------------- | ------------- | ------------- | ------------- | --- | ------------------- | ------------------- | ------------------- | ------------------- | ------------------- | ------------------- | ------------------- |
| 1978         | Non qualifiée    | Non qualifiée | Non qualifiée | Non qualifiée | Non qualifiée | Non qualifiée | Non qualifiée | Non qualifiée | 2/3 | 4                   | 1                   | 1                   | 2                   | 3                   | 4                   |                     |
| 1980         | Non qualifiée    | Non qualifiée | Non qualifiée | Non qualifiée | Non qualifiée | Non qualifiée | Non qualifiée | Non qualifiée | 2/4 | 6                   | 2                   | 3                   | 1                   | 8                   | 4                   |                     |
| 1982         | Non qualifiée    | Non qualifiée | Non qualifiée | Non qualifiée | Non qualifiée | Non qualifiée | Non qualifiée | Non qualifiée | 2/3 | 4                   | 2                   | 0                   | 2                   | 4                   | 4                   |                     |
| 1984         | Non qualifiée    | Non qualifiée | Non qualifiée | Non qualifiée | Non qualifiée | Non qualifiée | Non qualifiée | Non qualifiée | 3/4 | 6                   | 2                   | 2                   | 2                   | 8                   | 6                   |                     |
| 1986         | Non qualifiée    | Non qualifiée | Non qualifiée | Non qualifiée | Non qualifiée | Non qualifiée | Non qualifiée | Non qualifiée | 2/3 | 4                   | 1                   | 1                   | 2                   | 7                   | 8                   |                     |
| 1988         | Non qualifiée    | Non qualifiée | Non qualifiée | Non qualifiée | Non qualifiée | Non qualifiée | Non qualifiée | Non qualifiée | 2/3 | 4                   | 0                   | 3                   | 1                   | 1                   | 2                   |                     |
| 1990         | Non qualifiée    | Non qualifiée | Non qualifiée | Non qualifiée | Non qualifiée | Non qualifiée | Non qualifiée | Non qualifiée | 2/4 | 6                   | 2                   | 4                   | 0                   | 7                   | 3                   |                     |
| 1992         | Non qualifiée    | Non qualifiée | Non qualifiée | Non qualifiée | Non qualifiée | Non qualifiée | Non qualifiée | Non qualifiée | 2/3 | 4                   | 2                   | 0                   | 2                   | 5                   | 6                   |                     |
| 1994         | Non qualifiée    | Non qualifiée | Non qualifiée | Non qualifiée | Non qualifiée | Non qualifiée | Non qualifiée | Non qualifiée | 3/5 | 8                   | 4                   | 1                   | 3                   | 9                   | 7                   |                     |
| 1996         | Non qualifiée    | Non qualifiée | Non qualifiée | Non qualifiée | Non qualifiée | Non qualifiée | Non qualifiée | Non qualifiée | 2/6 | 10                  | 5                   | 4                   | 1                   | 26                  | 10                  |                     |
| 1998         | Non qualifiée    | Non qualifiée | Non qualifiée | Non qualifiée | Non qualifiée | Non qualifiée | Non qualifiée | Non qualifiée | 3/5 | 8                   | 4                   | 1                   | 3                   | 16                  | 12                  |                     |
| 2000         | Non qualifiée    | Non qualifiée | Non qualifiée | Non qualifiée | Non qualifiée | Non qualifiée | Non qualifiée | Non qualifiée | 1/6 | 12                  | 8                   | 2                   | 2                   | 33                  | 13                  |                     |
| 2002         | Phase de groupes | 3/4           | 3             | 1             | 0             | 2             | 2             | 4             | 1/4 | 8                   | 5                   | 1                   | 2                   | 12                  | 5                   |                     |
| 2004         | Non qualifiée    | Non qualifiée | Non qualifiée | Non qualifiée | Non qualifiée | Non qualifiée | Non qualifiée | Non qualifiée | 2/4 | 6                   | 3                   | 1                   | 2                   | 10                  | 8                   |                     |
| 2006         | Non qualifiée    | Non qualifiée | Non qualifiée | Non qualifiée | Non qualifiée | Non qualifiée | Non qualifiée | Non qualifiée | 1/6 | 12                  | 8                   | 3                   | 1                   | 29                  | 11                  |                     |
| 2007         | Demi-finale      | 4e            | 4             | 1             | 2             | 1             | 3             | 4             | 1/3 | 4                   | 3                   | 1                   | 0                   | 8                   | 3                   |                     |
| 2009         | Non qualifiée    | Non qualifiée | Non qualifiée | Non qualifiée | Non qualifiée | Non qualifiée | Non qualifiée | Non qualifiée | 3/5 | 8                   | 3                   | 1                   | 4                   | 12                  | 13                  |                     |
| 2011         | Non qualifiée    | Non qualifiée | Non qualifiée | Non qualifiée | Non qualifiée | Non qualifiée | Non qualifiée | Non qualifiée | 2/5 | 8                   | 4                   | 3                   | 1                   | 8                   | 5                   |                     |
| 2013         | Non qualifiée    | Non qualifiée | Non qualifiée | Non qualifiée | Non qualifiée | Non qualifiée | Non qualifiée | Non qualifiée | 3/5 | 8                   | 3                   | 2                   | 3                   | 17                  | 15                  |                     |
| 2015         | Non qualifiée    | Non qualifiée | Non qualifiée | Non qualifiée | Non qualifiée | Non qualifiée | Non qualifiée | Non qualifiée | 3/5 | 8                   | 5                   | 1                   | 2                   | 15                  | 7                   |                     |
| 2017         | Non qualifiée    | Non qualifiée | Non qualifiée | Non qualifiée | Non qualifiée | Non qualifiée | Non qualifiée | Non qualifiée | 2/6 | 10                  | 6                   | 0                   | 4                   | 14                  | 11                  |                     |
| 2019         | Phase de groupes | 4/4           | 3             | 0             | 0             | 3             | 4             | 8             | 1/6 | 10                  | 8                   | 2                   | 0                   | 23                  | 5                   |                     |
| 2021         | Non qualifiée    | Non qualifiée | Non qualifiée | Non qualifiée | Non qualifiée | Non qualifiée | Non qualifiée | Non qualifiée | 2/5 | 8                   | 4                   | 1                   | 3                   | 18                  | 9                   |                     |
| 2023         | Phase de groupes | 4/4           | 3             | 0             | 2             | 1             | 3             | 4             | 1/5 | 8                   | 6                   | 2                   | 0                   | 14                  | 2                   |                     |
| 2025         | Non qualifiée    | Non qualifiée | Non qualifiée | Non qualifiée | Non qualifiée | Non qualifiée | Non qualifiée | Non qualifiée | 2/6 | 12                  | 6                   | 2                   | 4                   | 14                  | 9                   |                     |
| 2027         |                  |               |               |               |               |               |               |               | 0/5 |                     |                     |                     |                     |                     |                     |                     |
| Total        | 4/25             |               | 13            | 2             | 4             | 7             | 12            | 20            |     | 186                 | 97                  | 42                  | 47                  | 321                 | 182                 |                     |

## Personnalités historiques

### Entraîneurs
- 1974-1985 :  Julien Labeau (adjoint de Raymond Goethals de 1974 à 1975 et de Guy Thys de 1976 à 1985)
- 1986 0000 :  René Vloeberghs (adjoint de Guy Thys)
- 1986-1987 :  Michel Sablon (nl) (adjoint de Guy Thys)
- 1988-1989 :  Walter Meeuws (adjoint de Guy Thys)

### Sélectionneurs
- 1989-1995 :  Ariël Jacobs
- 1996-1997 :  Philippe Saint-Jean
- 1997-1998 :  Ariël Jacobs
- 1998-2011 :  Jean-François De Sart
- 2011 0000 :  Francky Dury
- 2012-2015 :  Johan Walem
- 2015-2016 :  Enzo Scifo
- 2016-2020 :  Johan Walem
- 2020-2023 :  Jacky Mathijssen
- 2023-0000 :  Gill Swerts

### Joueurs emblématiques

#### Joueurs les plus capés et meilleurs buteurs
| #   | Joueurs                | Période   | Capes | Buts |
| --- | ---------------------- | --------- | ----- | ---- |
| 1.  | Jean-François Gillet   | 1996–2002 | 36    | 0    |
| 2.  | Thomas Chatelle        | 1999–2003 | 28    | 4    |
| 2.  | Maarten Martens        | 2003–2007 | 28    | 7    |
| 4.  | Faris Haroun           | 2004–2008 | 24    | 4    |
| 4.  | Hugo Siquet            | 2021–2024 | 24    | 0    |
| 6.  | Siebe Schrijvers       | 2016–2019 | 23    | 4    |
| 7.  | Eliot Matazo           | 2021–2024 | 22    | 0    |
| 8.  | Tom De Mul             | 2004–2008 | 21    | 4    |
| 8.  | Gunter Van Handenhoven | 1997–1999 | 21    | 1    |
| 8.  | Wout Faes              | 2017–2020 | 21    | 0    |
| 11. | Jonathan Blondel       | 2002–2007 | 20    | 4    |
| 11. | Éric Deflandre         | 1992–1995 | 20    | 1    |

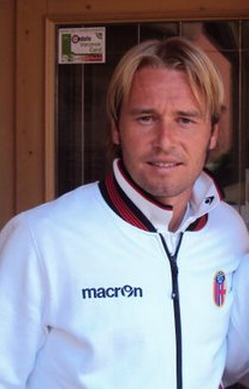
Jean-François Gillet est le joueur le plus capé (depuis le 21 mai 2002) avec 36 sélections.

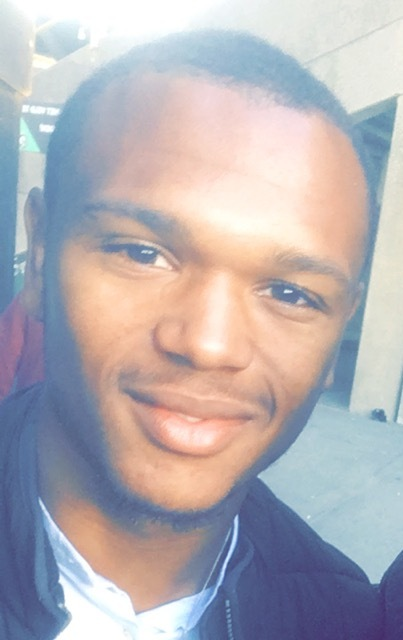
Loïs Openda est le Diablotin le plus prolifique (depuis le 29 mars 2022) avec 13 buts.

Note : Les joueurs en gras sont encore en activité chez les espoirs.
| #   | Joueurs               | Période   | Buts | Capes | Moyenne |
| --- | --------------------- | --------- | ---- | ----- | ------- |
| 1.  | Loïs Openda           | 2019–2023 | 13   | 18    | 0.72    |
| 2.  | Kevin Vandenbergh     | 2003–2005 | 12   | 14    | 0.86    |
| 3.  | Cédric Roussel        | 1997–1999 | 10   | 12    | 0.83    |
| 4.  | Wesley Sonck          | 1997–1999 | 8    | 11    | 0.73    |
| 5.  | Michy Batshuayi       | 2012–2014 | 7    | 13    | 0.54    |
| 5.  | Landry Dimata         | 2016–2018 | 7    | 12    | 0.58    |
| 5.  | Maarten Martens       | 2003–2007 | 7    | 28    | 0.25    |
| 5.  | Ronny Martens         | 1978–1984 | 7    | 14    | 0.5     |
| 5.  | Sven Vermant          | 1993–1995 | 7    | 8     | 0.88    |
| 5.  | Jeanvion Yulu-Matondo | 2005–2008 | 7    | 17    | 0.41    |
| 11. | Benjamin De Ceulaer   | 2004–2005 | 6    | 17    | 0.35    |
| 11. | Youri Tielemans       | 2013–2016 | 6    | 14    | 0.43    |
| 11. | Marc Wilmots          | 1987–1989 | 6    | 9     | 0.67    |

Note : Les joueurs en gras sont encore en activité chez les espoirs.

## Effectif actuel
Voici la liste des joueurs sélectionnés pour disputer deux rencontres amicales en préparation aux éliminatoires du Championnat d'Europe espoirs 2027, face à la Suède et contre Andorre, les 20 et 23 mars.
Sélections et buts actualisés le 25 mars 2025 après la rencontre contre Andorre.

### Appelés récemment
Les joueurs suivants ne font pas partie du dernier groupe appelé mais ont été retenus en équipe espoirs lors des 12 derniers mois.
Les joueurs qui comportent le signe  sont blessés au moment de la dernière convocation.
Les joueurs qui comportent le signe  sont suspendus au moment de la dernière convocation.
Les joueurs qui comportent le signe  ont dépassé la limite d'âge au moment de la dernière convocation.
| Pos. | Nom                     | Date de Naissance | Sél. | Buts | Club                 | Depuis | Dernier appel                    |
| ---- | ----------------------- | ----------------- | ---- | ---- | -------------------- | ------ | -------------------------------- |
| ML   | Eliot Matazo            | 15 février 2002   | 22   | 0    | Hull City            | 2021   | vs Tchéquie, 19 novembre 2024    |
| AT   | Kazeem Olaigbe          | 2 janvier 2003    | 13   | 4    | Stade rennais FC     | 2023   | vs Tchéquie, 19 novembre 2024    |
| ML   | Mandela Keita           | 10 mai 2002       | 12   | 0    | Parma Calcio         | 2021   | vs Tchéquie, 19 novembre 2024    |
| ML   | Mario Stroeykens        | 29 septembre 2004 | 12   | 0    | RSC Anderlecht       | 2023   | vs Tchéquie, 19 novembre 2024    |
| AT   | Youssuf Sylla           | 19 décembre 2002  | 11   | 1    | Willem II            | 2023   | vs Tchéquie, 19 novembre 2024    |
| AT   | Lucas Stassin           | 29 novembre 2004  | 9    | 2    | AS Saint-Étienne     | 2023   | vs Tchéquie, 19 novembre 2024    |
| GB   | Senne Lammens           | 7 juillet 2002    | 9    | 0    | Royal Antwerp FC     | 2021   | vs Tchéquie, 19 novembre 2024    |
| AT   | Jarne Steuckers         | 4 février 2002    | 6    | 2    | KRC Genk             | 2023   | vs Tchéquie, 19 novembre 2024    |
| DF   | Zeno Van den Bosch      | 6 juillet 2003    | 6    | 0    | Royal Antwerp FC     | 2023   | vs Tchéquie, 19 novembre 2024    |
| DF   | Matteo Dams             | 9 mars 2004       | 2    | 0    | Al-Ahli FC           | 2024   | vs Tchéquie, 19 novembre 2024    |
| DF   | Rein Van Helden         | 24 juillet 2002   | 2    | 0    | Saint-Trond VV       | 2024   | vs Tchéquie, 19 novembre 2024    |
| ML   | Konstantínos Karétsas → | 19 novembre 2007  | 2    | 0    | KRC Genk             | 2024   | vs Tchéquie, 19 novembre 2024    |
| DF   | Richie Sagrado          | 30 janvier 2004   | 1    | 0    | Venezia FC           | 2023   | vs Tchéquie, 19 novembre 2024    |
| DF   | Joël Schingtienne       | 12 août 2002      | 1    | 0    | Venezia FC           | 2024   | vs Tchéquie, 19 novembre 2024    |
| GB   | Tobe Leysen             | 9 mars 2002       | 1    | 0    | OH Louvain           | 2024   | vs Tchéquie, 19 novembre 2024    |
| DF   | Ilay Camara             | 18 janvier 2003   | 0    | 0    | Standard de Liège    | 2024   | vs Tchéquie, 19 novembre 2024    |
| DF   | Hugo Siquet             | 9 juillet 2002    | 24   | 0    | Club Bruges KV       | 2021   | vs Tchéquie, 15 novembre 2024    |
| DF   | Tuur Rommens            | 26 mars 2003      | 9    | 0    | KVC Westerlo         | 2022   | vs Tchéquie, 15 novembre 2024    |
| DF   | Killian Sardella        | 2 mai 2002        | 15   | 2    | RSC Anderlecht       | 2019   | vs Hongrie, 15 octobre 2024      |
| ML   | Cisse Sandra            | 16 décembre 2003  | 3    | 0    | Willem II            | 2023   | vs Hongrie, 15 octobre 2024      |
| DF   | Fedde Leysen            | 9 juillet 2003    | 2    | 0    | Union Saint-Gilloise | 2021   | vs Hongrie, 15 octobre 2024      |
| DF   | Christiaan Ravych       | 30 juillet 2002   | 0    | 0    | Cercle Bruges KSV    | 2024   | vs Écosse, 11 octobre 2024       |
| GB   | Maarten Vandevoordt     | 26 février 2002   | 19   | 0    | RB Leipzig           | 2021   | vs Kazakhstan, 10 septembre 2024 |
| AT   | Malick Fofana           | 31 mars 2005      | 9    | 0    | Olympique lyonnais   | 2023   | vs Kazakhstan, 10 septembre 2024 |
| DF   | Matte Smets             | 4 janvier 2004    | 2    | 1    | KRC Genk             | 2024   | vs Kazakhstan, 10 septembre 2024 |
| DF   | Jorthy Mokio            | 29 février 2008   | 1    | 1    | Jong Ajax            | 2024   | vs Kazakhstan, 10 septembre 2024 |
| GB   | Matt Lendfers           | 10 mars 2006      | 1    | 0    | Saint-Trond VV       | 2024   | vs Kazakhstan, 10 septembre 2024 |
| DF   | Antef Tsoungui          | 30 décembre 2002  | 1    | 0    | OH Louvain           | 2024   | vs Kazakhstan, 10 septembre 2024 |
| ML   | Chris Lokesa            | 7 novembre 2004   | 1    | 0    | RKC Waalwijk         | 2024   | vs Kazakhstan, 10 septembre 2024 |
| AT   | Thibo Baeten            | 4 juin 2002       | 1    | 0    | Roda JC              | 2024   | vs Kazakhstan, 10 septembre 2024 |
| ML   | Pierre Dwomoh           | 21 juin 2004      | 1    | 1    | Watford FC           | 2024   | vs Maroc, 4 juin 2024            |
| DF   | Rob Nizet               | 14 avril 2002     | 1    | 0    | Willem II            | 2024   | vs Maroc, 4 juin 2024            |
| DF   | Rein Van Helden         | 24 juillet 2002   | 1    | 0    | Saint-Trond VV       | 2024   | vs Maroc, 4 juin 2024            |
| ML   | Arne Engels             | 8 septembre 2003  | 10   | 2    | Celtic FC            | 2023   | vs Espagne, 26 mars 2024         |
| ML   | Noah Mbamba             | 5 janvier 2005    | 1    | 0    | FCV Dender EH        | 2024   | vs Malte, 21 mars 2024           |